# Asthenocnemis
Asthenocnemis – rodzaj ważek z rodziny pióronogowatych (Platycnemididae).

## Podział systematyczny
Do rodzaju należą następujące gatunki:
- Asthenocnemis linnaei Gassmann & Hämäläinen, 2008
- Asthenocnemis stephanodera Lieftinck, 1949